# Beliung
Beliung is een bestuurslaag in het regentschap Jambi van de provincie Jambi, Indonesië. Beliung telt 7172 inwoners (volkstelling 2010).